# Marie-Véronique Maurin
Pour les articles homonymes, voir Maurin.
Marie-Véronique Maurin est une actrice française née le 7 mars 1960 à Toulouse (Haute-Garonne).
Dernier enfant de la comédienne Mado Maurin (1915-2013), elle est la sœur des acteurs Dominique Collignon-Maurin et Jean-François Vlérick et la demi-sœur de Jean-Pierre Maurin, Yves-Marie Maurin et Patrick Dewaere.
Elle a également joué sous le pseudonyme de Marie Wiart.

## Biographie

### Famille
Marie-Véronique Collignon naît le 7 mars 1960 à Toulouse (Haute-Garonne). Fille du ténor Georges Collignon dit Georges Pierson et de la comédienne Mado Maurin, déjà mère de 5 garçons et réputée dans le métier pour fournir des enfants aux agents artistiques, réalisateurs, producteurs et metteurs en scène, elle intègre à son tour la tribu des « Petits Maurin » dès l'âge de deux ans.
Elle interprète de nombreux rôles à la télévision ou au cinéma. Pour la télévision, elle campe l’héroïne d’Alice au pays des merveilles (1970) dans la fiction réalisée par Jean-Christophe Averty et au cinéma, elle incarne notamment Muriel, l’élève rebelle adolescente du film Diabolo menthe (1977) de Diane Kurys.
À partir de 1982, année du suicide de son demi-frère Patrick Dewaere, elle adopte le nom de scène de Marie Wiart, reprenant le nom de famille de sa grand-mère maternelle, Léontine Estelle Wiart.

## Théâtre
- 1972 : La Fille bien gardée d'Eugène Labiche et Marc-Michel, mise en scène Jean-Laurent Cochet, Comédie-Française
- 1977 : Lewis et Alice ou la Vie secrète de Lewis Carroll de Michel Suffran et Martine de Breteuil[5].

## Filmographie

### Cinéma
- 1970 : Le Temps de mourir d'André Farwagi (non créditée)
- 1970 : La Maison des bories de Jacques Doniol-Valcroze : Lise Durras
- 1976 : Je suis Pierre Rivière de Christine Lipinska : la boulangère
- 1977 : Diabolo menthe de Diane Kurys : Muriel
- 1977 : Dernière Sortie avant Roissy de Bernard Paul : une jeune fille
- 1977 : Le mille-pattes fait des claquettes de Jean Girault : une jeune fille
- 1979 : Il y a longtemps que je t'aime de  Jean-Charles Tacchella : Sophie
- 1980 : Le Règlement intérieur de Michel Vuillermet : une élève de Première B
- 1986 : Corps et Biens de Benoît Jacquot : Simone[6]
- 1999 : Les Gens qui s'aiment de Jean-Charles Tacchella : l'assistante radio
- 2000 : Marie, Nonna, la Vierge et Moi de Francis Renaud : Madame Rémond

### Télévision
- 1970 : Alice au pays des merveilles de Jean-Christophe Averty
- 1973 : Une fille bien gardée d'Eugène Labiche réalisation Jean Pignol (retransmission de la pièce eponyme).
- 1974 : Les Petits Enfants du siècle de Michel Favart
- 1974 : Au pays d'Eudoxie ou le Satyre de la Villette de Bernard d'Abrigeon
- 1975 : Le Péril bleu de Jean-Christophe Averty
- 1975 : Tous les jours de la vie de Maurice Frydland
- 1975 : Adam, Ève et le Troisième Sexe de Gérard Gozlan (Le petit théâtre d'Antenne 2)
- 1982 : Les Cinq Dernières Minutes de Gérard Gozlan, épisode Dynamite et compagnie série TV
- 1982 : Fort comme la mort de Gérard Chouchan
- 1984 : Série noire, épisode J'ai bien l'honneur de Jacques Rouffio
- 1997 : La vérité est un vilain défaut de Jean-Paul Salomé : l'institutrice
- 2005 : La Tête haute de Gérard Jourd'hui : l'avocate de Drouin